# 沃利亞-維索齊卡
50°4′40″N 23°56′14″E / 50.07778°N 23.93722°E
沃利亞-維索齊卡（烏克蘭語：Воля-Висоцька），是烏克蘭西部的村莊，隸屬利維夫州的利維夫區。該村始建於1556年，面積24.98平方公里，人口1,739，人口密度每平方公里69.62人。